# HMS K5
Pour les articles homonymes, voir K5.
Le HMS K5 est un sous-marin britannique de classe K qui a servi dans la Royal Navy de 1917 à 1921. Il a été perdu corps et biens quand il a coulé en route vers une bataille simulée dans le golfe de Gascogne.

## Conception
Le K5 avait un déplacement de 1 800 tonnes en surface et 2 600 tonnes en immersion. Il avait une longueur totale de 103 m, un maître-bau de 8,08 m et un tirant d'eau de 6,38 m. Le sous-marin était propulsé par deux chaudières Yarrow Shipbuilders alimentées au mazout, qui alimentaient chacune une turbine à vapeur Brown-Curtis ou Parsons développant 10 500 ch (7 800 kW) qui entraînaît deux hélices de 2,29 m de diamètre. En immersion, la propulsion était assurée par quatre moteurs électriques, produisant chacun de 350 à 360 ch (260 à 270 kW). Il avait également un moteur Diesel de 800 ch (600 kW), qui était utilisé le temps que la vapeur monte en pression, ou à la place de celle-ci.
Le sous-marin avait une vitesse maximale en surface de 24 noeuds (44 km/h) et une vitesse en immersion de 9 à 9,5 noeuds (16,7 à 17,6 km/h),. Il pourrait opérer à une profondeurs de 150 pieds (46 m) et y parcourir 80 milles marins (150 km) à 2 noeuds (3,7 km/h). 
Le K5 était armé de dix tubes lance-torpilles de 18 pouces (457 mm), de deux canons de pont de 4 pouces (100 mm) et d’un canon antiaérien de 3 pouces (76 mm). Ses tubes lance-torpilles étaient répartis ainsi : quatre dans l’étrave, quatre dans la section centrale, tirant sur les côtés, et deux sur le pont dans un affût rotatif. Son effectif était de cinquante-neuf membres d’équipage.

## Engagements

### Service de guerre
À la fin de la guerre en 1918, le K5 faisait partie de la 12e flottille sous-marine basée à Rosyth, avec six autres unités de la classe K.

### Perte
Le K5 quitte Torbay le 19 janvier 1921 avec les HMS K8, K10, K15 et K22 dans le cadre de la Atlantic Fleet pour une bataille simulée dans le golfe de Gascogne.
Le sous-marin était commandé par un officier expérimenté, le lieutenant commander John A. Gaimes, mais il avait un nouvel équipage. Les autres officiers à bord étaient le lieutenant F. Cuddeford, l’ingénieur-lieutenant E. Bowles, l’ingénieur par intérim-lieutenant G. Baker, le lieutenant B. Clarke et le lieutenant par intérim R. Middlemist. L’équipage complet comprenait 51 marins à bord.
Le sous-marin et ses 57 membres d’équipage ont été perdus le 20 janvier à environ 190 km au sud-ouest des îles Scilly. Le K5 a signalé qu’il plongeait, mais il n’a pas refait surface à la fin de l’exercice. Une nappe d’huile a été découverte à la surface, et après que des planches recouvrant les batteries et la cantine d’un marin aient été récupérées, on a présumé que le K5 avait dépassé sa profondeur maximale d’immersion et qu’il avait été écrasé par la pression.
Au retour de ses exercices en mer Méditerranée en 1922, le HMS Hood et le reste de la flotte ont déposé des couronnes et ont tenu un service funèbre là où le K5 avait coulé.

### Problèmes avec la classe K
Le contre-amiral à la retraite S.S. Hall a écrit dans The Times un article sous le titre An Experts Theory : « il peut être considéré comme certain que la perte du navire était due à un certain retard dans la vérification de l’élan vers le bas que le navire a été sur-jaugé en plongée, soit en admettant l’air comprimé trop lentement à trop de réservoirs à la fois, aux réservoirs seulement partiellement pleins, soit à une connexion maritime étant fermée prématurément. »
Les eaux où se déroulent les exercices de combat étaient si profondes que le navire aurait été écrasé, perdant le contrôle en raison de la voie d’eau. L’amiral Hall a écrit qu’il n’était « pas clair pourquoi la classe K devrait être prise pour des croisières dans l’Atlantique en hiver ». Il décrit les sous-marins comme des « monstres » qui ont été conçus spécialement pour les conditions de la mer du Nord pendant la Première Guerre mondiale. « La grande vitesse en surface nécessite une grande longueur, et la complication supplémentaire de la propulsion à vapeur exige de très grandes ouvertures pour les cheminées et les prises d’air dans les chaufferies. Celles-ci ont toujours été une source de grande anxiété par mauvais temps ou en plongée rapide. Cela a également attiré l’attention sur la nécessité d’un équipage bien formé pour les utiliser en toute sécurité. »
Le HMS K13 a subi un sort similaire au cours de ses essais d’acceptation, quand il a coulé avec la perte de 32 des hommes à bord. La cause de l’accident était liée aux ouvertures auxquelles Hall fait référence.